# ザ・ヴィーナス
ザ・ヴィーナス（THE VENUS）は、1960年代アメリカン・ポップのリメイクで1980年代初頭にブレイクした、オールディーズなどを演奏する音楽バンド。1974年に結成し、1983年に解散している。

## 経歴および構成メンバー

### 1974年 - 1975年
『イブの匂い』で男性5人編成グループ「ビーナス」としてキャニオン・レコードよりデビュー。
- 小野智(ヴォーカル)：不詳。
- 竹屋一水(ギター)：ロックバンド「オリーブ」を経て加入。
- 中西隆士(ベース)：ロックバンド「シルク・ロード」を経て加入。
- 永井光男(ドラム)：「ザ・ヤンガーズ」を経て、自身をリーダーとして結成。
- 村井直美(キーボード)：ロックバンド「アポロン」を経て加入。

### 1975年 - 1978年
小野と村井の脱退に伴って泰と下平(現・ニック下平)が加入。
- 泰英二郎(ヴォーカル)：2006年、音楽ユニット「猫夜叉」のリーダー・横山エントツとして活動。
- 竹屋一水(ギター)
- 中西隆士(ベース)
- 永井光男(ドラム)
- 下平正明(キーボード)

### 1978年 - 1980年
泰が脱退、阿部と石川(現・コニー)が加入。徳間音楽工業(後の徳間ジャパン)に移籍。
1978年9月、「ILYS」名義で『VICTORY ROAD～ヤクルトスワローズのテーマ～』をリリース。
1979年、「ヴィーナス」に改称。
- 阿部明美(アケミ。ヴォーカル)：スクールメイツを経て加入。
- 石川幸子(サッチ。ヴォーカル)：スクールメイツを経て加入。
- 竹屋一水(カズミ。ギター)：脱退後は都内で飲食店を経営[1]
- 中西隆士(ジョニー。ベース)
- 永井光男(ミッチャン。ドラム)
- 下平正明(マチャアキ。キーボード)

### 1980年 - 1981年
「THE VENUS(ザ・ヴィーナス)」に改称。竹屋の脱退に伴い那須が加入。担当プロデューサー・大門俊輔とリーダー・永井の発案により、アメリカンオールディーズにシフト。同時にアメリカン・トラディショナル・ブランドのVANに在籍(当時)していた横田哲男をコーディネーターに迎え、サウンドとファッションの両面からバンドイメージを確立。
- CAROL(阿部明美。ヴォーカル)
- CONY (石川幸子。ヴォーカル)
- JIMMY (那須博。ギター・ヴォーカル)
- JOHNNY (中西隆士。ベース・ヴォーカル)
- GEORGE (永井光男。ドラム・ヴォーカル)
- NICK (下平正明。キーボード・ヴォーカル)

### 1981年 - 1983年
阿部が脱退。『キッスは目にして！』でブレイクする。第14回全日本有線放送大賞「優秀スター賞」受賞。以後、1983年に解散するまでにシングル6枚、アルバム8枚(カセットテープ限定企画を含む)を発表した。
- CONNY LANE (石川幸子。リード・ヴォーカル)：ポニーテールと落下傘スカートをトレードマークとする。解散後も、CONNY(コニー)名義で、ソロや複数のユニットを通じてオールディーズ主体の音楽活動を続けている。
- JIMMY BROWN (那須博。1959年8月9日 - 、ギター・ヴォーカル)：解散後に沙羅結成、渡英活動を経てギタリスト・作曲・編曲活動及びカラオケ等の音響制作に携わっている。[3]
- JOHNNY REED (中西隆士。1949年12月16日 - 、ベース・ヴォーカル)：2024年時点で活動しておらず消息不明[4]。
- GEORGE NAGAI (永井光男。1947年8月26日 - 2017年5月[4]、ドラム・ヴォーカル)：メンバー中で唯一アーミールックをトレードマークとする。
- NICK HOPKINS (下平正明。1951年2月1日 - 、キーボード・ヴォーカル)：解散後、バンド参加を経てニック下平に改名。

## ディスコグラフィ

### シングル
| #                    | 発売日               | A/B面                | タイトル                                    | 作詞                 | 作曲                      | 編曲                 | 規格品番             |
| ビーナス 名義        | ビーナス 名義        | ビーナス 名義        | ビーナス 名義                               | ビーナス 名義        | ビーナス 名義             | ビーナス 名義        | ビーナス 名義        |
| キャニオン・レコード | キャニオン・レコード | キャニオン・レコード | キャニオン・レコード                        | キャニオン・レコード | キャニオン・レコード      | キャニオン・レコード | キャニオン・レコード |
| -------------------- | -------------------- | -------------------- | ------------------------------------------- | -------------------- | ------------------------- | -------------------- | -------------------- |
| 1                    | 1974年 8月           | A面                  | イブの匂い                                  | たかたかし           | 馬飼野康二                | 馬飼野康二           | A-224                |
| 1                    | 1974年 8月           | B面                  | 偽りの愛                                    | たかたかし           | 馬飼野康二                | 馬飼野康二           | A-224                |
| ILYS 名義            |                      |                      |                                             |                      |                           |                      |                      |
| ミノルフォン         |                      |                      |                                             |                      |                           |                      |                      |
| 1                    | 1978年 9月           | A面                  | VICTORY ROAD －ヤクルトスワローズのテーマ－ | 伊藤アキラ           | すぎやまこういち          | 田辺信一             | KA-1133              |
| 1                    | 1978年 9月           | B面                  | 栄光の翼                                    | 伊藤アキラ           | すぎやまこういち          | 田辺信一             | KA-1133              |
| ヴィーナス 名義      |                      |                      |                                             |                      |                           |                      |                      |
| BOURBON RECORDS      |                      |                      |                                             |                      |                           |                      |                      |
| 1                    | 1979年 2月           | A面                  | シャーロック・ホームズを捕まえて            | 息吹圭一郎           | マイケル・K・中村         | 船山基紀             | BMA-1018             |
| 1                    | 1979年 2月           | B面                  | マタドール・サンチョ                        | 息吹圭一郎           | 竹屋一水                  | 船山基紀             | BMA-1018             |
| 2                    | 1979年 7月           | A面                  | ハローラブ                                  | 息吹圭一郎           | ヴィーナス                | 田辺信一             | BMA-1025             |
| 2                    | 1979年 7月           | B面                  | サマードリーミン                            | 息吹圭一郎           | ヴィーナス                | 田辺信一             | BMA-1025             |
| 3                    | 1979年 11月          | A面                  | あなたがいれば                              | 息吹圭一郎           | 竹屋一水                  | ヴィーナス           | BMA-1031             |
| 3                    | 1979年 11月          | B面                  | クリスタル・リバー                          | 息吹圭一郎           | M.Sotto J.D.Leon          | ヴィーナス           | BMA-1031             |
| 4                    | 1980年 4月           | A面                  | 君はマリンの風                              | 息吹圭一郎           | 梅垣達志                  | 梅垣達志             | BMA-1037             |
| 4                    | 1980年 4月           | B面                  | ジャマイカの風                              | 息吹圭一郎           | 竹屋一水                  | ヴィーナス           | BMA-1037             |
| 5                    | 1980年 8月           | A面                  | 涙のバースディパーティー                    | 加茂亮二             | J.Gluk.Jr W.Gold H.Weiner | 伊藤銀次             | BMA-1045             |
| 5                    | 1980年 8月           | B面                  | ワン・ファイン・デイ                        | 松島のあこ           | C.King G.Goffin           | 伊藤銀次             | BMA-1045             |
| 6                    | 1981年 3月1日        | A面                  | ザ・ヒットパレード                          | -                    | -                         | あかのたちお         | BMA-2003             |
| 6                    | 1981年 3月1日        | B面                  | いきなりハッピーエンド                      | 松島のあこ           | B.Ross E.Lewis            | 下平正明             | BMA-2003             |
| ザ・ヴィーナス 名義  |                      |                      |                                             |                      |                           |                      |                      |
| 7                    | 1981年 7月25日       | A面                  | キッスは目にして!                           | 阿木燿子             | ベートーヴェン            | 井上大輔             | BMA-2008             |
| 7                    | 1981年 7月25日       | B面                  | 涙のシンデレラガール                        | 松島のあこ           | 西木栄二                  | 馬飼野康二           | BMA-2008             |
| 8                    | 1981年 11月25日      | A面                  | PEPPERMINT LOVE                             | 実川俊               | Lucky Jets                | 伊賀焼丸             | BMA-2015             |
| 8                    | 1981年 11月25日      | B面                  | 夢見るクリスマス                            | 松島のあこ           | 下平正明                  | 下平正明             | BMA-2015             |
| 9                    | 1982年 3月25日       | A面                  | 情熱のスキャンダル                          | よこすか朱美         | Lucky Jets                | PAPA武市             | BMA-2020             |
| 9                    | 1982年 3月25日       | B面                  | 恋のスピリット                              | 松島のあこ           | Lucky Jets                | PAPA武市             | BMA-2020             |
| 10                   | 1982年 8月           | A面                  | テンプテーション                            | 渡辺京子             | 井上大輔                  | 井上大輔             | BMA-2024             |
| 10                   | 1982年 8月           | B面                  | キサス DE キサス                            | 湯川れい子           | 井上大輔                  | 井上大輔             | BMA-2024             |
| 11                   | 1982年 11月          | A面                  | さよならはダンスのあとに                    | 横井弘               | 小川寛興                  | NOBODY               | BMA-2026             |
| 11                   | 1982年 11月          | B面                  | 二人のDESTINY                               | 竜真知子             | NOBODY                    | NOBODY               | BMA-2026             |
| 12                   | 1983年 4月           | A面                  | 浮気・浮気・トゥナイト                      | 伊藤アキラ 松田隆宏  | 松田隆宏                  | 寺田十三夫           | BMA-2037             |
| 12                   | 1983年 4月           | B面                  | 愛しのジェニー                              | 息吹圭一郎 石川幸子  | 永井光男                  | 下平正明             | BMA-2037             |

### アルバム

#### オリジナル・アルバム
BOURBON RECORDS
- TODAY ヴィーナス（1979年、BMC-4016）
- ヴィーナス／サレンダー・トゥ・ユー！（1980年10月、BMD-1001）
- ヴィーナス PARTY　Rock'n Roll Tunes Forever（1981年6月、BMD-1007[注釈 2]）
- ラブ・ポーション NO.1 ザ・ヴィーナス（1981年9月、BMD-1012[注釈 3]）
  - ラブ・ポーション NO.1（1992年4月25日、徳間ジャパン TKCA-30539）
  - ラブ・ポーション NO.1（1999年11月25日、徳間ジャパン TKCA-71800）
- ザ ヴィーナス ジャストポップサイズ（1982年3月、BMC-7014[注釈 4]）
- ザ・ヴィーナス パイナップルアイランド（1982年7月、BMC-5001）
- ロック・アラウンド THE アメリカ　VENUSのアメリカワイワイ大旅行（1982年8月、BMC-4025[注釈 5]）
- JIGSAW PARTY さよならはパズルのあとに THE VENUS（1982年12月、BMC-4027[注釈 6]）
- POPPIN' TIME THE VENUS（1982年、16CP2002）-　カセット限定企画
- ロックンロールスピードウエイ（1982年、12CP2012）-　カセット限定企画
- THE VENUS スウィートポップブギ（1983年5月、BMD-1024）

#### ベスト・アルバム
- BOURBON RECORDS
  - THE VENUS THE GOLDEN BEST（1985年6月25日、32BTC-101）
  - CD GOLD BESTESTS! THE VENUS（1987年6月25日、30BTC-158）
  - CD MINI ALBUM ザ・ヴィーナス（1988年9月25日、15BTC-208）
  - ヴィーナス／サレンダー・トゥ・ユー！（1989年2月25日、28BTC-255）
- ROCK’N ROLL TUNES FOREVER ザ・ヴィーナス（1995年12月21日、徳間ジャパン TKCA-71800/1）
- SINGLES ザ・ヴィーナス（2003年2月26日、徳間ジャパン TKCA-72534）
- ザ・ヴィーナス ゴールデン☆ベスト（2004年12月22日、徳間ジャパン TKCA-72794）
- THE VENUS 1982（2009年11月22日、CONNY RECORDS CRCD-003）
- キッスは目にして! 30th ANNIVERSARY BOX（2011年7月20日、SOLID CDSOL-1430/40[注釈 7]）
- ザ・ヴィーナス／スーパー・ベスト（2011年8月27日、クラウン徳間ミュージック販売 TJJC 20005）
- THE VENUS RADIO STATION（2012年8月17日、CONNY RECORDS CRCD-006）

### DVD
- LIVE帝国 THE VENUS（2004年7月28日、DreamTime DEBP-13030）